# إدي شارب
إدي شارب (بالإنجليزية: Eddie Sharp)‏ هو مالك فريق ناسكار ‏ أمريكي، ولد في 12 أغسطس 1964 في كليرواتر في الولايات المتحدة.

## وصلات خارجية
- إدي شارب على موقع Racing-Reference.info (الإنجليزية)